# 格拉斯·扎迪
格拉斯·扎迪（法語：Grâce Zaadi，1993年7月7日—），法国女子手球运动员。她曾代表法国国家队参加2016年和2020年夏季奥林匹克运动会手球比赛，获得一枚金牌和一枚银牌。